# Sinopsilonyx tibialis
Sinopsilonyx tibialis är en tvåvingeart som beskrevs av Wei Ying Hsia 1949. Sinopsilonyx tibialis ingår i släktet Sinopsilonyx och familjen rovflugor. Inga underarter finns listade i Catalogue of Life.